# 福田站 (成都市)
福田站位于中华人民共和国四川省成都市简阳市东部新区福田街道金家坝村公园大街金简仁快速路口西南侧，是成都地铁18号线的一座车站，于2023年8月13日正式启用。2023年11月28日，19号线二期工程开通，本站开始提供19号线共线运营车次服务。2024年9月29日，成都市域铁路S3（资阳）线开通。
在18号线非首开段于2020年12月18日开通时，本站因站外道路尚未完成、无公共交通接驳、预期客流低和提升线路旅行速度等原因暂缓开通。
本站因位于福田街道而得名，施工期间曾用工程名“机场南”。

## 车站结构
本站为地上三层4面4线双岛式站台高架車站，目前18号线普线列车、19号线共线列车及S3线列车在本站停靠，18号线直达车、19号线直达车通过不停车。
二层的TOD连廊预留连接站外通往TOD开发区的天桥接口。
| 地上三层                                        | 站台    | \| \| \| 19号线往金星[註 1]（三岔） 18号线往火车南站（三岔） \| \| 島式 · ↑開左邊车门 · ↓開右邊车门 · 无障碍卫生间 \| \| \| \| \| \| S3线下客站台 \| \| \| \| S3线往资阳北站（资阳临空） \| \| 島式 · ↑開右邊车门 · ↓開左邊车门 · 无障碍卫生间 \| \| \| \| \| \| 18号线往天府机场北（天府机场1号2号航站楼） 19号线往天府机场北[註 1]（天府机场1号2号航站楼） \| |
| 地上二层                                        | TOD连廊 | 行人天桥 · 自助购票 客服中心 |
| 地面                                            | 站厅    | 出口A – C 自助购票 客服中心 男卫生间 女卫生间 无障碍卫生间 |
|                                                 |         | 19号线往金星（三岔） 18号线往火车南站（三岔） |
| 島式 · ↑開左邊车门 · ↓開右邊车门 · 无障碍卫生间 |         | |
|                                                 |         | S3线下客站台 |
|                                                 |         | S3线往资阳北站（资阳临空） |
| 島式 · ↑開右邊车门 · ↓開左邊车门 · 无障碍卫生间 |         | |
|                                                 |         | 18号线往天府机场北（天府机场1号2号航站楼） 19号线往天府机场北（天府机场1号2号航站楼） |

## 内装与公共艺术
福田站外立面造型为“航空器”，设置条形窗户，凸显速度感，寓意未来飞速发展。车站内部采用“机舱”主题，立柱装饰元素为“茶马古道”。

## 出入口
本站设A、B1、B2、C四个出入口，A口外约10米处设有公交站点，目前已开通运营东25路公交车，线路起讫点为福田TOD站至科技城北大街站，运营时间为7:00-18:00。
|                             |                        |      |  |
|                             |                        |      |  |
| 编号                        | 指示                   | 照片 |  |
|                             | 科技城南大街、航科路   |      |  |
| 出口 · B · 1 · 出口 · B · 2 | 金简仁快速路、福后街   |      |  |
| · 暂未开通                  | 金简仁快速路、福源上街 |      |  |

## 历史
- 2017年5月13日，福田站主体结构开工[7]。
- 2018年2月4日，福田站主体结构封顶[8]。
- 2023年5月16日，福田站接口装修项目通过完工验收。该项目在福田站站厅层增设夹层，夹层配有扶梯，分别通往站台层和站厅层，设置进出站闸机、客服中心、售票亭、安检机等设施设备，并向站外延伸与TOD空中连廊相接，使连廊成为第二个“站厅”，实现TOD空中连廊的客流可以直接进站和出站，连接成都未来科技城，从而实现由地铁车站到整个TOD核心区的无缝连接，全面提升交通便捷性和TOD区域的整体一致性[9][10]。
- 2023年7月8日至7月10日，18号线普线列车在福田站停站，进行开关门测试[11]。
- 2023年8月13日，福田站正式启用[1]。
- 2023年11月28日，19号线共线运营车次开始停靠本站。
- 2024年9月29日，成都市域铁路S3（资阳）线开通。